# Namdaemun (Kaesŏng)

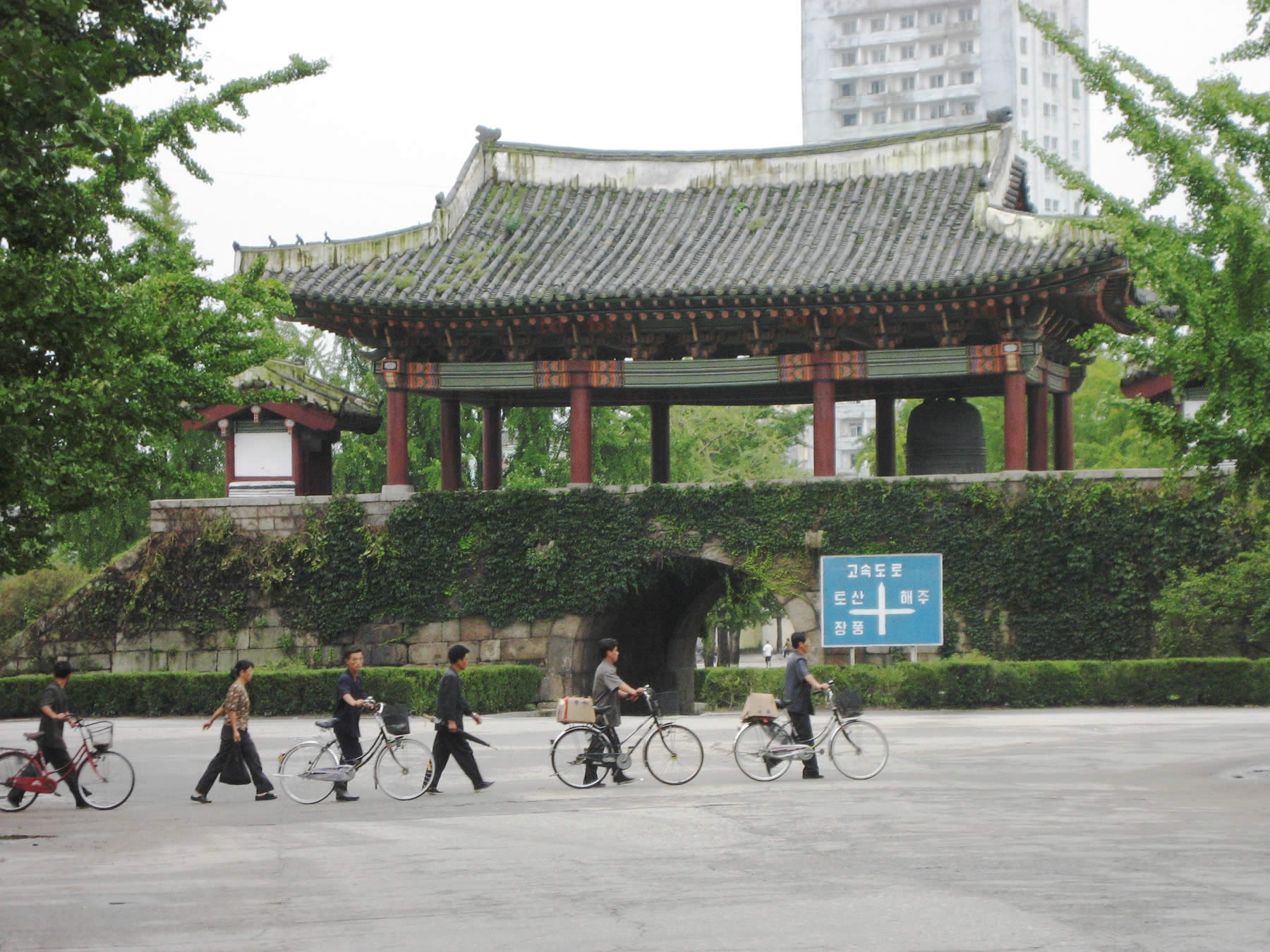
Namdaemun

Namdaemun (großes Südtor) ist ein Stadttor in der Stadt Kaesŏng in Nordkorea. Es ist als Nummer 124 in der Liste der Nationalschätze von Nordkorea eingetragen und Bestandteil der Welterbestätte Historische Monumente und Stätten von Kaesŏng.

## Lage
Das Tor liegt im historischen Zentrum von Kaesŏng im Stadtbezirk Pug'an-dong auf einer Verkehrsinsel in einem Kreisverkehr inmitten einer Kreuzung am Ende der Sungjon-Straße. Bereits zur Bauzeit des Tores kreuzten sich hier außerhalb der Mauer eine in Ost-West-Richtung führende Straße und eine in Nord-Süd-Richtung durch das Tor hindurch führende Straße. Der Torbau ist ungefähr in Ost-West-Richtung ausgerichtet.

## Geschichte
Das Bauwerk wurde 1393 als Südtor der 1391–1393 errichteten Inneren Mauer erbaut. Es war das größte der weiteren etwa gleichzeitig mit ihm erbauten Tore der Inneren Mauer und ist das einzige nahezu vollständig erhaltene. Nach dem Brand des Yonbok-Tempels 1563 wurde neben dem Tor ein Glockenhaus gebaut und die erhalten gebliebene Glocke des Tempels dort untergebracht. Sie schlug bis in die frühen 1900er-Jahre die Stunden.
Während der japanischen Herrschaft in Korea wurden die an das Tor angrenzenden Mauern und das Glockenhaus abgerissen. Der untere Teil des Tors wurde für den Bau einer quer darüber verlaufenden Straße zugeschüttet. Der Torpavillon brannte 1950 nach einer Bombardierung durch die United States Air Force im Koreakrieg ab und wurde nach dem Krieg nach alten Fotografien rekonstruiert.

## Beschreibung
Der Torbau hat ein 4 Meter hohes, 25 Meter breites und 10 Meter tiefes steinernes Sockelgeschoss, durch dessen Mitte eine etwa 5 Meter breite und 3,30 Meter hohe rundbogige Tordurchfahrt führt. Der Sockel besteht aus fein behauenen großen Granitquadern. An der Ost- und Westseite sind Rampen an den Sockel angebaut, über die Treppen auf die durch den Sockel gebildete Plattform hinaufführen.
Auf der Plattform steht ein eingeschossiger offener Torpavillon. Er hat eine Grundfläche von etwa 14 × 8 Metern und trägt ein Irimoya-Dach. Insgesamt ist er etwa 9 Meter hoch. Drei offene Felder bilden die Längsseiten des Pavillons, zwei Felder die Querseiten. Der eingeschossige Aufbau des Torpavillons, der verglichen mit anderen Stadttoren Koreas wie dem Sungnyemun in Seoul oder dem Pothong-Tor oder dem Taedong-Tor in Pjöngjang wesentlich einfacher gestaltet ist, wurde entsprechend den Grundlagen der Geomantie entworfen, insbesondere von Feng Shui, Yin und Yang und der Fünf-Elemente-Lehre. Demnach durfte es aufgrund der speziellen Topographie von Kaesŏng in der Stadt keine hohen Gebäude geben, weil sie von hohen Bergen umgeben ist. Zwei kleinere überdachte Pavillons stehen beidseitig der Plattform an den Enden der Treppen.
In dem Torpavillon ist die 1346 angefertigte, etwa 14 Tonnen wiegende Glocke des Yonbok-Tempels untergebracht, die ebenfalls zu den Nationalschätzen Nordkoreas zählt.